# Тодор Кръстев (географ)
Вижте пояснителната страница за други личности с името Тодор Кръстев.
Тодор Иванов Кръстев е български географ, геолог, геоморфолог и университетски преподавател, старши научен сътрудник в Института по океанология при Българска академия на науките и професор в Шуменския университет „Епископ Константин Преславски“.

## Биография
Роден е на 12 март 1943 г. в Тервел. Завършва основно и средно образование в родния си град. През 1966 г. завършва География в Софийския университет, след което специализира геоморфология и картография. Работи като учител и геолог-геоморфолог на обект „Ветово-Сеново“, Разградско, за търсене и проучване на каолинови находища. Избран е за научен сътрудник, ст.н.с ІІ и І степен в Института по океанология във Варна, и професор в Шуменския университет „Епископ Константин Преславски“.
Почива на 5 юни 2011 г.

## Научна дейност
Работи в областта на карстологията и структурната геоморфология. Научните му интереси са в областта на геоложките и геоморфоложките критерии при проучване на каолинови находища, на актуални геоморфоложки проблеми на погребания карст в Североизточна България, на палеогеографски предпоставки и реконструкции за търсене на нефт и газ в неантиклинален тип структури, на морската геология, геоморфология и океанология.
Организира десетки съвместни морски експедиции с руски и украински учени в акваторията на Черноморския басейн. Резултатите от тях са публикувани в три монографични труда:
- „Геолого-геофизические исследования болгарского сектора Черного моря“ (1980)
- „Нефтогазогенетические исследовния болгарского сектора Черного моря“ (1984)
- „Геологическая еволюция западной части Черноморской котловины в неоген-четвертичное время“ (1990)

Член е на Специализирания научен съвет по географски науки при Висшата атестационна комисия, Академичния съвет на Шуменския университет „Епископ Константин Преславски“, Националния комитет по география, Българско географско дружество, Съюза на учените в България, Националното географско дружество (САЩ), Комитета по геология и геофизика към Международната комисия за научни изследвания на Средиземно море (CIESM) и Комисията по морска география към Международния географски съюз.